# Ambroise Oyongo
 Ambroise Oyongo Bitolo (* 22. Juni 1991 in Ndikiniméki) ist ein kamerunischer Fußballspieler. Der Außenverteidiger steht seit Juli 2024 beim Drittligisten Paris 13 Atletico in Frankreich unter Vertrag.

## Karriere

### Verein

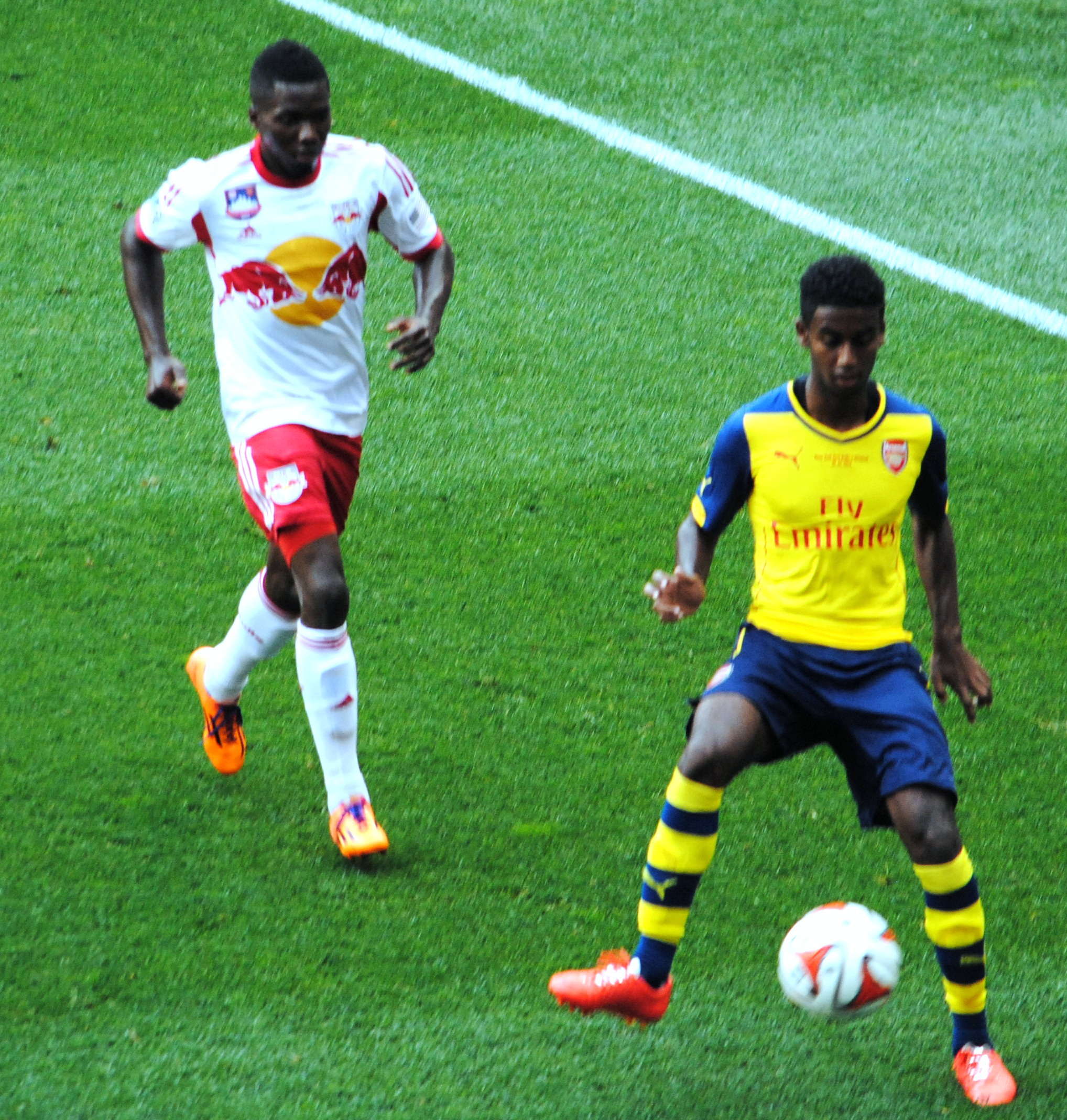
Oyongo (links) im Spiel der New York Red Bulls gegen den Arsenal FC im Juli 2014

In seiner Jugend spielte Oyongo zwischen 2008 und 2010 beim hauptstädtischen Verein Moussango FC, wo er ausgebildet wurde. Von dort schaffte er den Sprung in die kamerunische Première Division, als er 2010 beim Cotonsport Garoua einen Profivertrag unterschrieb. Er konnte dort insgesamt zweimal die kamerunische Meisterschaft sowie 2011 den nationalen Pokal gewinnen. Außerdem absolvierte er dort 15 Partien in der CAF Champions League und stand 2013 im Halbfinale des Wettbewerbs.
Am 6. März 2014 wurde er vom US-amerikanischen Franchise New York Red Bulls für die Major League Soccer ausgeliehen. Während der Regular Season wurde Oyongo 13 Mal für die New Yorker eingesetzt, dabei konnte er drei Tore vorbereiten. Hierfür wurde er zum Newcomer of the Year ernannt. Während der Play-Offs kam er weitere fünf Mal zum Einsatz, unter anderem gelang ihm die Vorbereitung des Siegtors durch Bradley Wright-Phillips gegen Sporting Kansas City in der 90. Spielminute. Darüber hinaus kam Oyongo in drei Spielen der CONCACAF Champions League zum Einsatz und spielte ein Freundschaftsspiel gegen den englischen Arsenal FC.
Am 9. Januar 2015 zog New York die Kaufoption und verpflichtete Oyongo dauerhaft, doch schon Ende Januar wurde er an Montreal Impact abgegeben. Er wechselte zusammen mit Eric Alexander, im Gegenzug kam Felipe aus Montreal nach New York. Sein erstes Spiel für Impact machte Oyongo am 24. Mai 2015 gegen den FC Dallas (Endstand: 2:1), sein erstes Tor erzielte er im Derby gegen den Toronto FC am 25. Juni desselben Jahres (Endstand: 1:3). Am 16. September 2015 sah er gegen die San José Earthquakes die rote Karte nach rohem Spiel gegen Matías Pérez García.
Anfang 2018 verließ der Kameruner die kanadische Millionenstadt und wechselte nach Europa zum HSC Montpellier. Mitte Februar 2021 wurde er an den FK Krasnodar verliehen, kehrte aber aufgrund einer Verletzung bei seinem Debüt bereits zu Beginn des folgenden Monats nach Frankreich zurück. Im Juli 2022 lief sein Vertrag in Montpellier aus.
Anschließend war er zwei Jahre vereinslos, ehe ihn am 30. Juli 2024 der französische Drittligist Paris 13 Atletico unter Vertrag nahm.

### Nationalmannschaft
Oyongo spielte in der U-20-Auswahl Kameruns und nahm mit ihr 2011 an der Afrikameisterschaft in Südafrika sowie der Weltmeisterschaft in Kolumbien teil.
Sein Debüt für die A-Nationalmannschaft Kameruns gab er am 6. September 2014 im Spiel gegen die Nationalmannschaft der Republik Kongo. Sein erstes und bisher einziges Tor für die kamerunische Nationalauswahl erzielte Oyongo am 20. Januar 2015 gegen die Auswahl Malis. Bei der Fußball-Afrikameisterschaft 2017 in Gabun kam er in allen sechs Partien zum Einsatz und konnte mit der Mannschaft am Ende den Titel durch einen 2:1-Finalsieg über Ägypten gewinnen. Bis zum 29. März 2022 absolvierte Oyongo insgesamt 51 A-Länderspiele und erzielte dabei zwei Treffer für sein Land.

## Erfolge

### Verein
- Kamerunischer Meister: 2011, 2013
- Kamerunischer Pokalsieger: 2011

### Nationalmannschaft
- Afrikameister: 2017